# Sulawesirikse
Sulawesirikse (Aramidopsis plateni) er en flyveløs monotypisk art i familien Vandhøns (Rallidae) og eneste art i slægten Aramidopsis. Arten er endemisk for øen Sulawesi i Indonesien.

## Biologi
Sulawesirikse bliver omkring 30 cm lang og er en flyveløs art, som nærmest er haleløs. Arten har meget kraftige ben og fødder, korte vinger og meget kort hale. Næbet er halvlangt og svagt buet nedad. Fjerdragten varierer i forskellige toner af grønt. Kønnene ligner hinanden, men hunnerne er stærkt rustrøde i nakken og har mindre hvidt i kinderne end hannerne. Hunnene har rødagtig iris, mens hannernes er mere gulagtige.
Sulawesirikse er udbredt i Nord-Sulawesi og på Minahasahalvøen i Sydøst-Sulawesi. Den optræder i tæt lian- og bambusskov med sekundærvækst, i grænsestrøgene mellem lavlandet og højlandet. På Minahasahalvøen også på skråninger med sekundærvækst ved basen af græsletter med elefantgræs. Arten spiser formentlig  mest ferskvandskrabber, som den fanger i bække og lignende. Det eneste som vides om  ynglen er en observation af en voksen fugl med to unger.